# Galeottia fimbriata
Galeottia fimbriata är en orkidéart som först beskrevs av Jean Jules Linden och Heinrich Gustav Reichenbach, och fick sitt nu gällande namn av Rudolf Schlechter. Galeottia fimbriata ingår i släktet Galeottia och familjen orkidéer. Inga underarter finns listade i Catalogue of Life.

## Bildgalleri

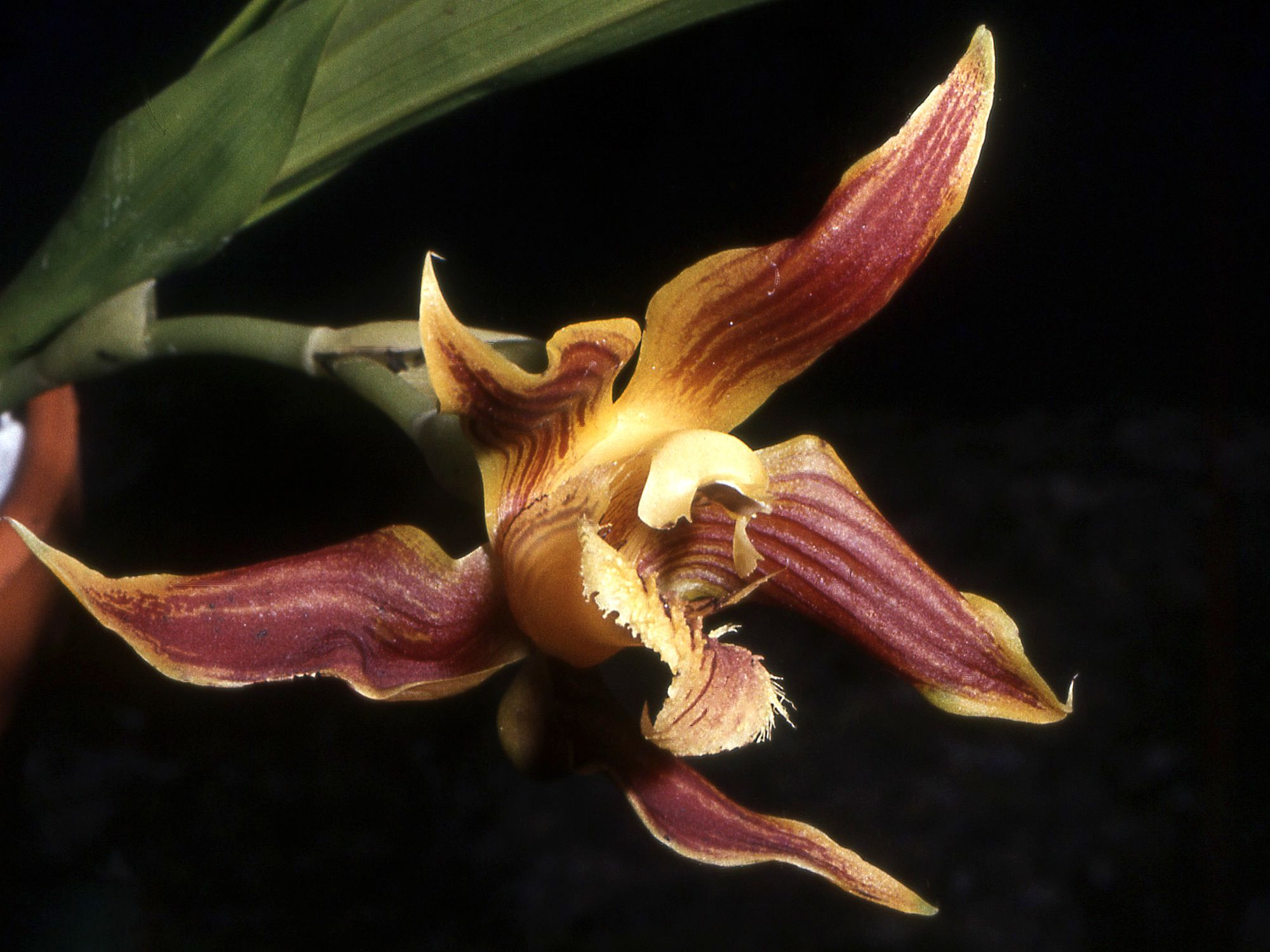
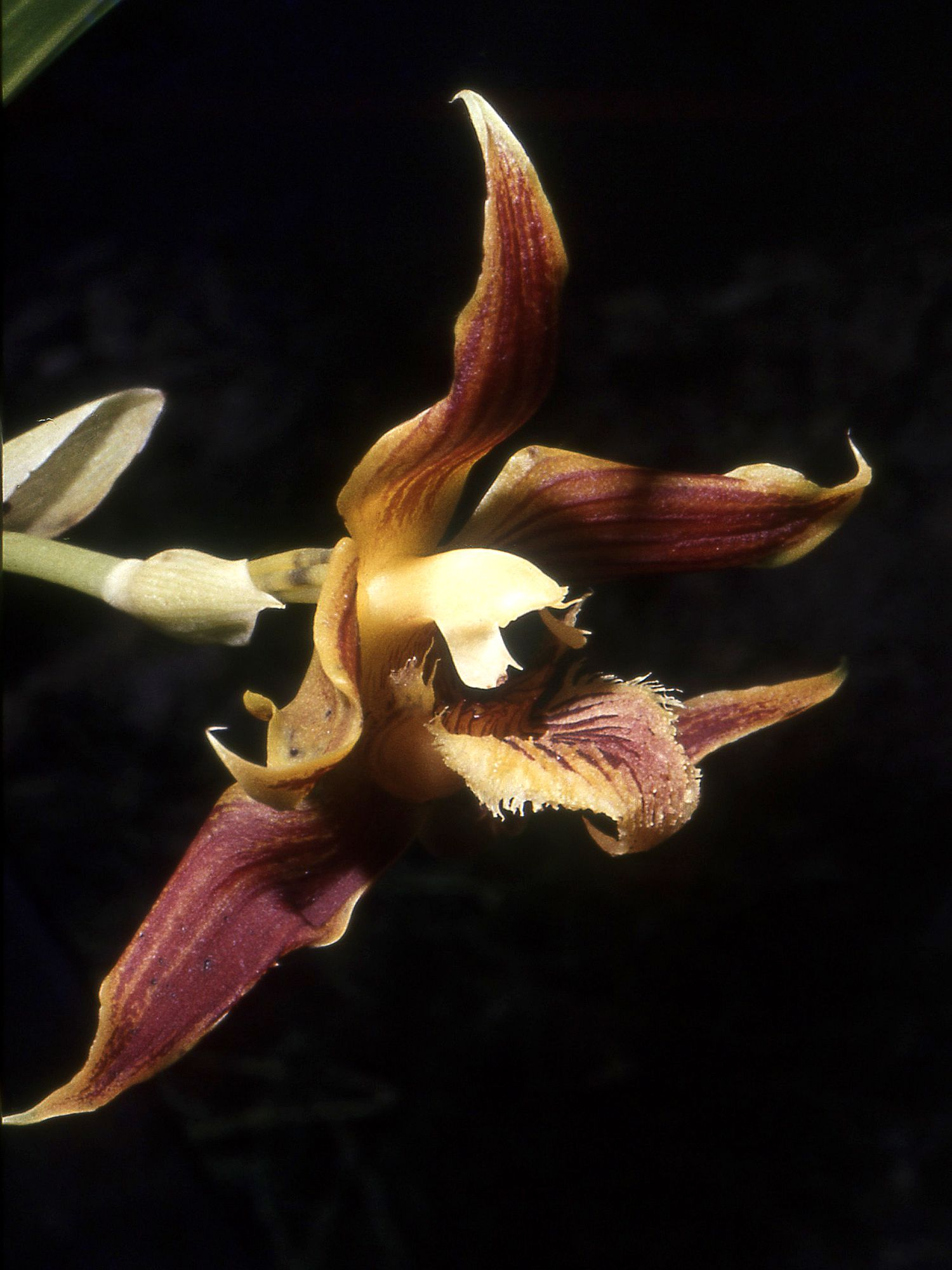